# Samsung Galaxy A8 Star
Samsung Galaxy A8 Star - Android-смартфон среднего класса, производимый и продаваемый компанией Samsung в рамках серии Galaxy A. Он был анонсирован в июне 2018 года для рынков Юго-Восточной Азии, а именно Кореи, Китая и Индии. В Китае он продается как Samsung Galaxy A9 Star.

## Доступность
Galaxy A8 Star предназначен для рынков Восточной Азии, и как таковой, он не продается на западных рынках. В Индии он доступен исключительно через Amazon и продается по цене 34990 рупий..

## Спецификации

### Оборудование
Galaxy A8 Star оснащен 6,3-дюймовым 1080p Super AMOLED дисплеем и работает на базе Snapdragon 665. Он имеет двойную 24 + 16 Мп тыловую камеру и 24 Мп фронтальную камеру. A8 Star имеет USB-C и 3,5-мм аудиоразъем, а также Bluetooth 5.0. Биометрические опции включают установленный сзади датчик отпечатков пальцев и распознавание лица. A8 Star имеет алюминиевую рамку со стеклом на передней и задней панелях телефона.

### Программное обеспечение
Galaxy A8 Star работает под управлением Android 9 "Pie" и использует One UI 1.1 ..

## Маркетинг
Samsung критиковали за использование DSLR для рекламы эффекта портретный режим в A8 Star..